# Ménarmont
Ménarmont és un municipi francès, situat al departament dels Vosges i a la regió del Gran Est. L'any 2007 tenia 46 habitants.

## Demografia

### Població
El 2007 la població de fet de Ménarmont era de 46 persones. Hi havia 26 famílies, de les quals 11 eren unipersonals (7 homes vivint sols i 4 dones vivint soles), 4 parelles sense fills, 7 parelles amb fills i 4 famílies monoparentals amb fills.
La població ha evolucionat segons el següent gràfic:
Habitants censats

### Habitatges
El 2007 hi havia 40 habitatges, 26 eren l'habitatge principal de la família, 6 eren segones residències i 8 estaven desocupats. 38 eren cases i 2 eren apartaments. Dels 26 habitatges principals, 21 estaven ocupats pels seus propietaris, 4 estaven llogats i ocupats pels llogaters i 1 estava cedit a títol gratuït; 1 tenia una cambra, 3 en tenien dues, 2 en tenien tres, 10 en tenien quatre i 10 en tenien cinc o més. 20 habitatges disposaven pel capbaix d'una plaça de pàrquing. A 12 habitatges hi havia un automòbil i a 9 n'hi havia dos o més.

### Piràmide de població
La piràmide de població per edats i sexe el 2009 era:
| Homes | Edats   | Dones |
| ----- | ------- | ----- |
| 0     | 95 o +  | 0     |
| 0     | 90 a 94 | 0     |
| 0     | 85 a 89 | 0     |
| 0     | 80 a 84 | 0     |
| 4     | 75 a 79 | 4     |
| 4     | 70 a 74 | 0     |
| 0     | 65 a 69 | 4     |
| 0     | 60 a 64 | 0     |
| 4     | 55 a 59 | 0     |
| 0     | 50 a 54 | 4     |
| 0     | 45 a 49 | 0     |
| 8     | 40 a 44 | 4     |
| 0     | 35 a 39 | 0     |
| 0     | 30 a 34 | 0     |
| 0     | 25 a 29 | 0     |
| 0     | 20 a 24 | 0     |
| 0     | 15 a 19 | 0     |
| 0     | 10 a 14 | 0     |
| 0     | 5 a 9   | 0     |
| 0     | 0 a 4   | 0     |

## Economia
El 2007 la població en edat de treballar era de 30 persones, 22 eren actives i 8 eren inactives. De les 22 persones actives 21 estaven ocupades (16 homes i 5 dones) i 1 aturada (1 dona i 1 dona). De les 8 persones inactives 4 estaven jubilades i 4 estaven classificades com a «altres inactius».
Activitats econòmiques
Els 2 establiments que hi havia el 2007 eren d'empreses extractives.
L'any 2000 a Ménarmont hi havia 5 explotacions agrícoles.

## Poblacions més properes
El següent diagrama mostra les poblacions més properes.